# 1972 AU
1972 AU är en asteroid i huvudbältet, som upptäcktes 14 januari 1972 av den tjeckiske astronomen Luboš Kohoutek vid Bergedorf-observatoriet.
Asteroiden har en diameter på ungefär 7 kilometer.